# 黒澤浩樹
黒澤 浩樹（くろさわ ひろき、男性、1962年（昭和37年）9月6日 - 2017年（平成29年）3月25日）は、日本の空手家。東京都品川区出身。東海大学工学部卒。

## 人物
裕福な家庭に育ち、少年期はヴァイオリンと剣道を習う。中学時代、極真会館総本部に入門。その後、座間中村道場（師範中村辰夫）に移籍する。そして先輩である小笠原和彦の紹介で山田雅稔が管轄する東京都下城西支部へ再度移籍した。この頃から首都圏交流試合を皮切りに全日本、全世界選手権で活躍し始める。その合間に城西支部の傘下で中野区に道場を開く。極真会館の選手権大会から退いてからは、プロの格闘家としても活躍する。分裂以降は極真会館松井派に属し、同派支部長に昇格するが、松井章圭と対立し、独立。実戦空手黒澤道場を興した。

## 来歴
オープントーナメント全日本空手道選手権大会では1984年（昭和59年）11月に初出場初優勝した。1985年（昭和60年）準優勝、1993年（平成5年）6位という結果を残した。またオープントーナメント全世界空手道選手権大会では1987年（昭和62年）6位、1991年（平成3年）3位、1995年（平成7年）6位と入賞した。オープントーナメント全日本ウェイト制空手道選手権大会は1987年（昭和62年）準優勝、1993年（平成5年）3位、1995年（平成7年）3位の成績を残した。1991年（平成3年）6月の全日本ウェイト制選手権では、試合中に薬指の開放骨折をしていたが、ドクターストップされるまで戦い続けた。
1997年（平成9年）10月11日に開催された格闘技イベントPRIDE.1に参戦。身長203センチメートル、体重130キログラムのイゴール・メインダートと対戦。基本的には総合ルールだが、顔面パンチ無し、ロープブレイク有りと言うルールであった。1Rに投げ技をこらえようとした黒澤は右膝十字靱帯断裂を負う。そのまま試合を継続し、3RにTKO負けとなった。
1998年（平成10年）に黒澤道場を設立。2000年（平成12年）にK-1へ参戦した。
2011年（平成23年）黒澤道場を「聖心館（聖心館空手道）」に改称。
現役引退後は後進の指導に当たっていた。
2016年に膝の手術を受けてリハビリテーション中であったが、2017年3月25日に急性心不全により死去した。54歳没。

## 備考
- 下段回し蹴りを武器に一心不乱に攻め続ける組手スタイル、手の骨が折れて皮膚の外に露出してしまっても、まるで意に介さないかのように戦い続ける姿から、“ニホンオオカミ”、“格闘マシーン”の異名があった。
- 極真会館所属時は松井章圭、増田章とあわせて“三強”と呼ばれていた。
- PRIDE創世に関わった実行委員会KRSの代表幹事でもあったが、DSEがその任を引き継ぐと、やがてPRIDEの表舞台から消えていった。
- ウエイトトレーニングに熱心に取り組んでいた空手家としても有名である。
- 相手の脚を下段回し蹴りで折ってしまい、16万円の慰謝料を取られた事がある。その後、黒澤が試合で下段回し蹴りを出すと、道場の仲間達が「16万!」と叫んで彼をからかった。

## 戦績

### キックボクシング
| 勝敗 | 対戦相手               | 試合結果                                | 大会名                                                             | 開催年月日    |
| △    | アイヴァン・サラベリー | 3R終了 判定0-0                          | K-1 BEAST II 2003                                                  | 2003年6月29日 |
| ○    | 須田渉                 | 2R 2:39 KO（3ノックダウン：パンチ連打） | K-1 ANDY SPIRITS 2002 〜JAPAN GP 決勝戦〜 【オープニングファイト】 | 2002年9月22日 |
| ×    | 平直行                 | 2R終了時 TKO（額カット）                | K-1 ANDY MEMORIAL 2001 〜JAPAN GP 決勝戦〜                         | 2001年8月19日 |
| △    | 村上竜司               | 3R終了 判定0-1                          | K-1 RISING 2001 〜四国初上陸〜                                     | 2001年1月30日 |
| ×    | 子安慎悟               | 1R 1:22 KO                              | K-1 WORLD GP 2000 in FUKUOKA                                       | 2000年10月9日 |
| ×    | 滕軍                   | 延長1R終了 判定0-3                      | K-1 SPIRITS 2000 【JAPAN GP 2回戦】                                | 2000年7月7日  |
| ○    | グレート草津           | 再延長R終了 判定3-0                     | K-1 SURVIVAL 2000 【JAPAN GP 1回戦】                               | 2000年5月28日 |
| ×    | 角田信朗               | 1R 1:53 KO（右フック）                  | K-1 BURNING 2000                                                   | 2000年3月19日 |
| ○    | マーカス・ルイス       | 1R 0:56 KO                              | K-1 RISING 2000                                                    | 2000年1月25日 |

### 空手
| 勝敗 | 対戦相手 | 試合結果          | 大会名                               | 開催年月日   |
| ○    | 角田信朗 | 3分2R終了 判定5-0 | PRIDE.6 【フルコンタクト空手ルール】 | 1999年7月4日 |

### 総合格闘技
| 勝敗 | 対戦相手               | 試合結果                | 大会名                       | 開催年月日     |
| ×    | イゴール・メインダート | 3R 1:16 TKO（靱帯断裂） | PRIDE.1 【スペシャルマッチ】 | 1997年10月11日 |

## 著書
- 極真対論「勝負の諸相」 山田雅稔vs黒沢浩樹 （スキージャーナル）
- 極真魂 （双葉社）

## 関連書籍
- 極真空手 黒沢浩樹―最後の超人伝説  （1993年、小島一志著、池田書店） ISBN 4262143775
- 黒沢浩樹 ザ・ラストファイト  （1996年、小島一志著、光栄） ISBN 4877193553

小島一志によるこの二冊の書籍に関し、黒澤は雑誌BUBKA2015年6月号における吉田豪によるインタビューで自身に関する記述に関して、事実と異なる内容を書かれた事、そして小島から報酬が一切支払われていないことを明かしている。

## 選手データ
- K-1
- PRIDE - Internet Archive
- バウトレビュー
- SHERDOG